# مارینا پترسون-انگستروم
مارینا پترسون-انگستروم (انگلیسی: Marina Pettersson-Engström؛ زادهٔ ۲۱ سپتامبر ۱۹۸۷) بازیکن فوتبال اهل سوئد است.
از باشگاه‌هایی که در آن بازی کرده‌است می‌توان به باشگاه فوتبال کیف اوربرو دی‌اف‌اف اشاره کرد.
وی همچنین در تیم ملی فوتبال زنان سوئد بازی کرده‌است.